# 姆巴巴內
墨巴本（英語：Mbabane，史瓦濟語發音：[ɛ́ᵐbʱáɓánɛ]）是史瓦帝尼的行政首都與最大城市，也是霍霍區（Hhohho）的首府。人口約70,000人（2003年）。
位於Mdimba山脈，墨巴本河和支流Polingane河的交匯處。經緯座標為：26°19' S, 31°8' E。年平均氣溫：一月22 °C，七月15 °C。 
1902年由舊都曼齊尼（Manzini）遷至。該市為周邊的商業中心，依賴旅遊業和糖的出口（該國整體情況亦如此），附近產鐵和錫。該市最接近南非Ngwenya-Oshoek。雖然斯瓦蒂语是傳統語言，英語仍廣為採用。
市區設有南非商投資的超級市場數間，肯德基速食店與喜來登飯店。中華民國駐史瓦帝尼王國大使館即設於史京市區，由兩棟仿中國傳統宮殿式建築構成，近史瓦帝尼中央銀行與美國大使館。
中華民國的臺灣醫療團亦常駐於墨巴本政府醫院；目前由臺北醫學大學負責派駐醫事人員協助。

## 圖庫

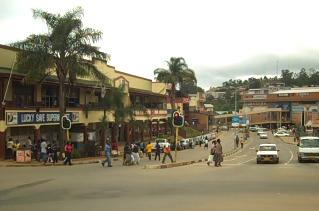
墨巴本商業區
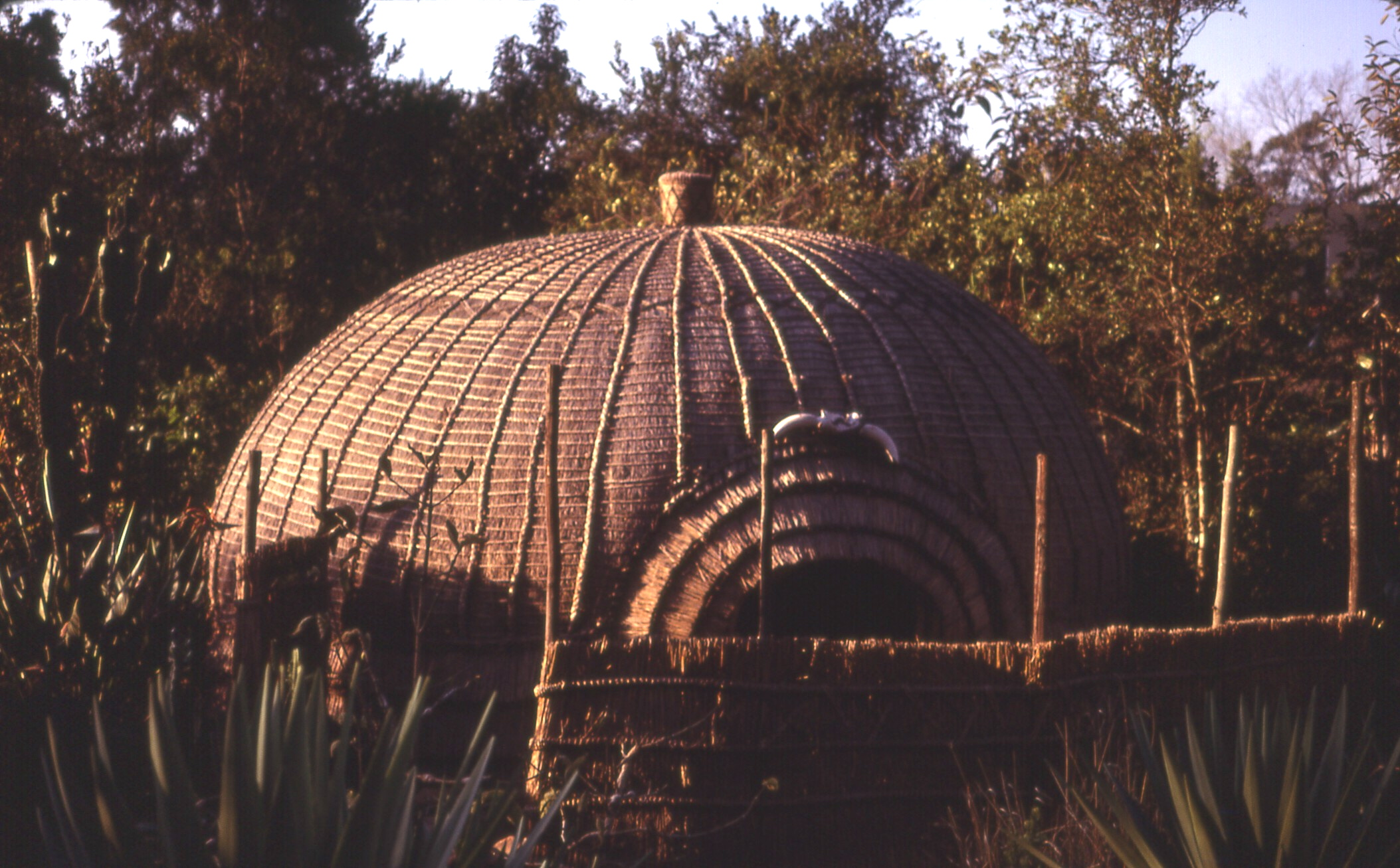
農民市場
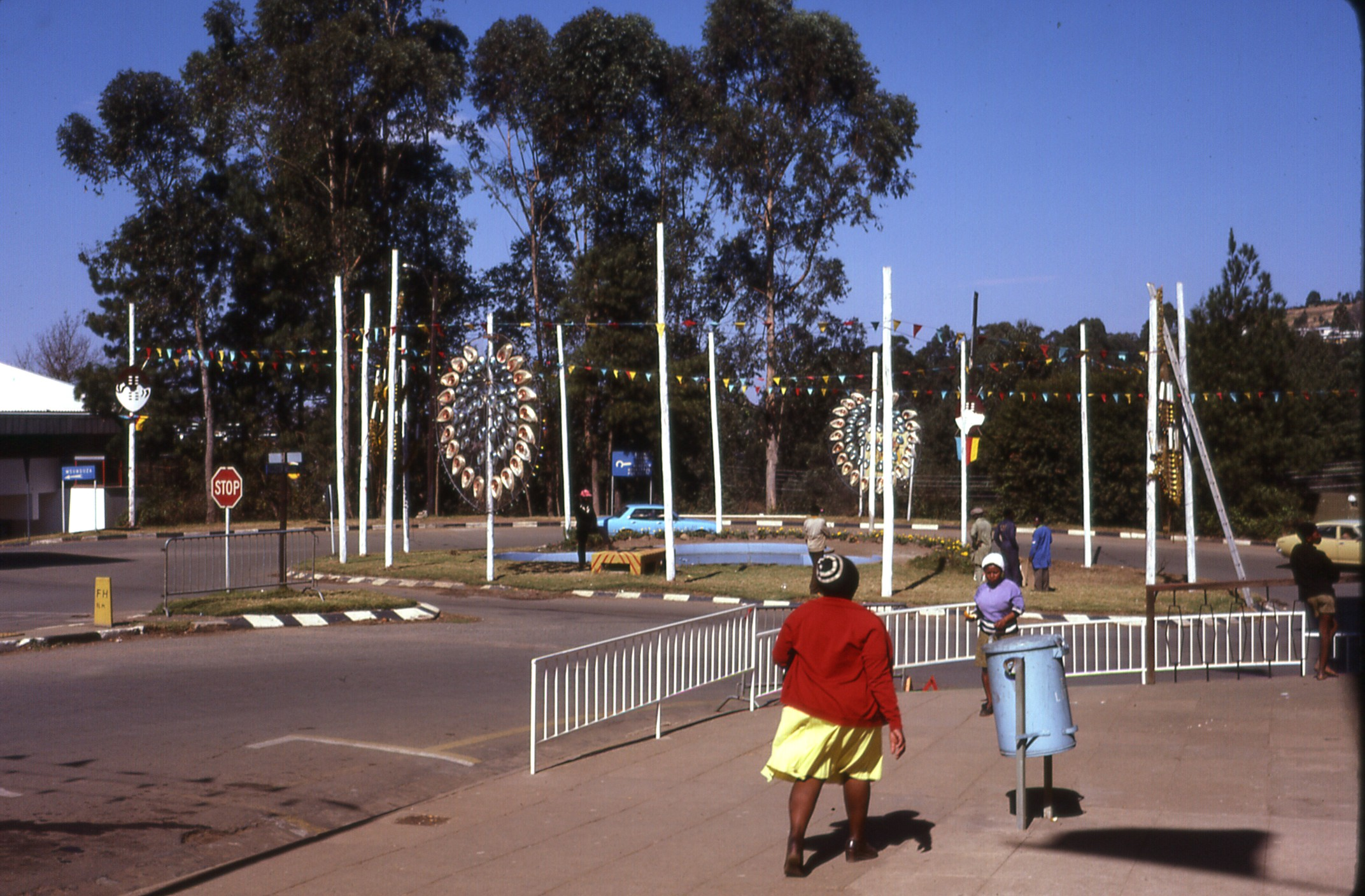
街頭廣場
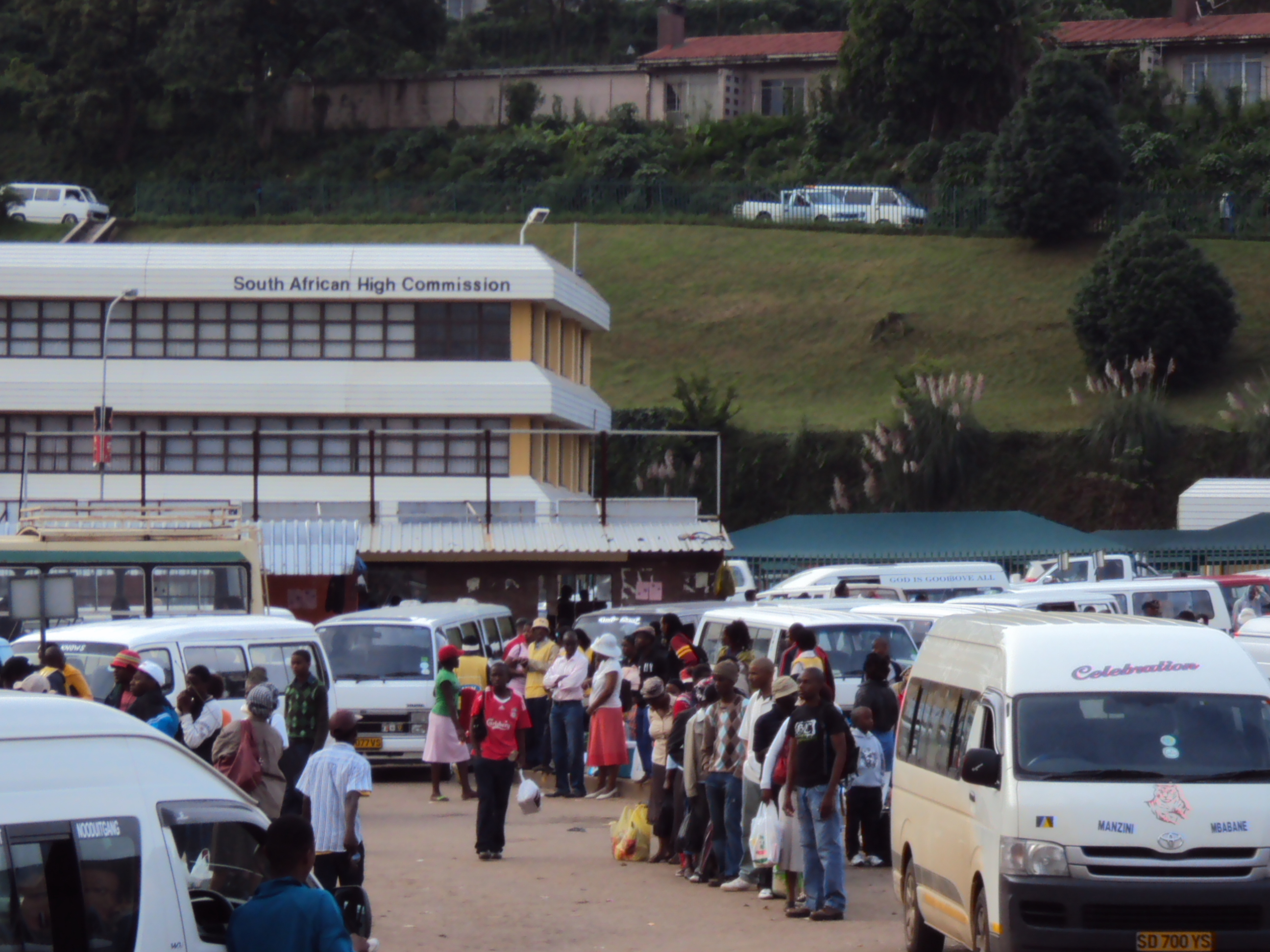
南非共和國駐史瓦帝尼王國高級專員公署
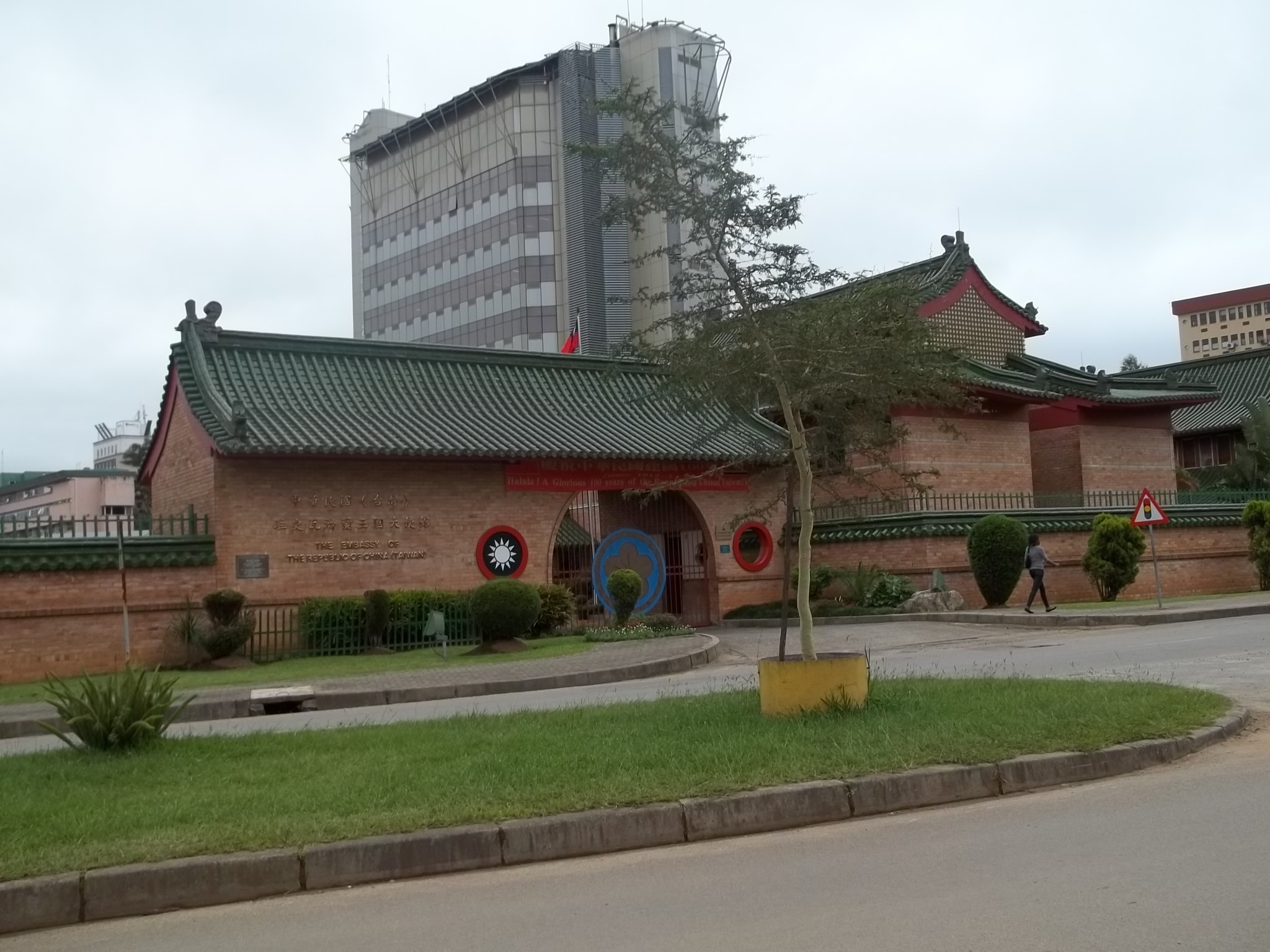
中華民國駐史瓦帝尼王國大使館

## 姐妹城市
- 中華民國：臺北市、高雄市
- 美国：沃斯堡